# 谷侑加子
谷 侑加子（たに ゆかこ、1990年12月4日 - ）は、滋賀県出身のタレント、グラビアアイドル。

## 略歴
- 2008年 - ルミネtheよしもと7周年キャンペーン企画で誕生したよしもとグラビアエージェンシー2期生。キャッチフレーズは「三線奏ける天使の美脚」
- 2013年3月3日ステラボールにおいてYGAラストライブを行いメンバー全員卒業[1]。8か月間の休止期間をおき2013年12月12日をもってフィットワンに所属[2]、新たな活動を開始する。

## 人物
- 谷だけのカレンダーが2008年末に発売された。
- ルミネtheよしもとイベントで谷だけの写真集が発売されたことがある。
- 憧れている女優は観月ありさ（谷のブログ）
- 目標にしている芸能人は観月ありさ（谷のブログ）

## 作品

### シングル
- BINKAN VANILLA（2008年10月29日）
- VIRGIN BEAT（2009年4月22日）

## 出演

### バラエティ
- アイドルの穴〜日テレジェニックを探せ!〜（2012年4月8日 - 、日本テレビ）

## 書籍

### 写真集
- YGA222（2008年10月29日）